# سلیم (قارص)
سلیم (به ترکی استانبولی: Selim) یک منطقهٔ مسکونی در ترکیه است که در استان قارص واقع شده‌است. سلیم ۱٬۸۵۷ متر بالاتر از سطح دریا واقع شده‌است.